# Голяк Леонід Давидович
Леонід Давидович Голя́к (нар. 9 жовтня 1946, Вінниця) — український тренер із спортивної акробатики, суддя міжнародної категорії. Чоловік тренера Галини Ковалючук, батько тренера Юрія Ковальчука.

## Біографія
Народився 9 жовтня 1946 року в місті Вінниці (нині Україна). З 1965 року — старший тренер Спеціалізованої дитячо-юнацької школи олімпійського резерву. 1971 року закінчив Вінницький педагогічний інститут. Протягом 1991—2017 років — головний тренер національної збірної команди України зі спортивної акробатики. Серед вихованців — М. Трофименко ( тренер Солодарь А.М. ), С. Калентюк, Ю. Пидоренко (тренер Солодарь А.М. ) Юлія Конько, І. Левкович, С. Пилипець, М. Шевчук, Олена Дрібна, Тетяна Жовтопуп.
Автор методичних посібників. Співавтор книги «Зорепад над Бугом» (разом з Іваном Лозовським; 2003).

## Відзнаки
- Майстер спорту СРСР[1];
- Заслужений тренер УРСР з 1982 року;
- Заслужений працівник фізичної культури і спорту України[1];
- Медаль «За працю і звитягу»[3].